# Eppendorfer Baum (métro de Hambourg)
Eppendorfer Baum (en allemand : U-Bahnhof Eppendorfer Baum) est une station de la ligne U3 du métro de Hambourg. Elle se situe dans le quartier de Harvestehude, dans l'Eimsbüttel. La station se situe à l'est du pont d'Eppendorf, qui relie Harvestehude aux quartiers d'Eppendorf et de Hoheluft-Ost.

## Situation sur le réseau

Plans des lignes
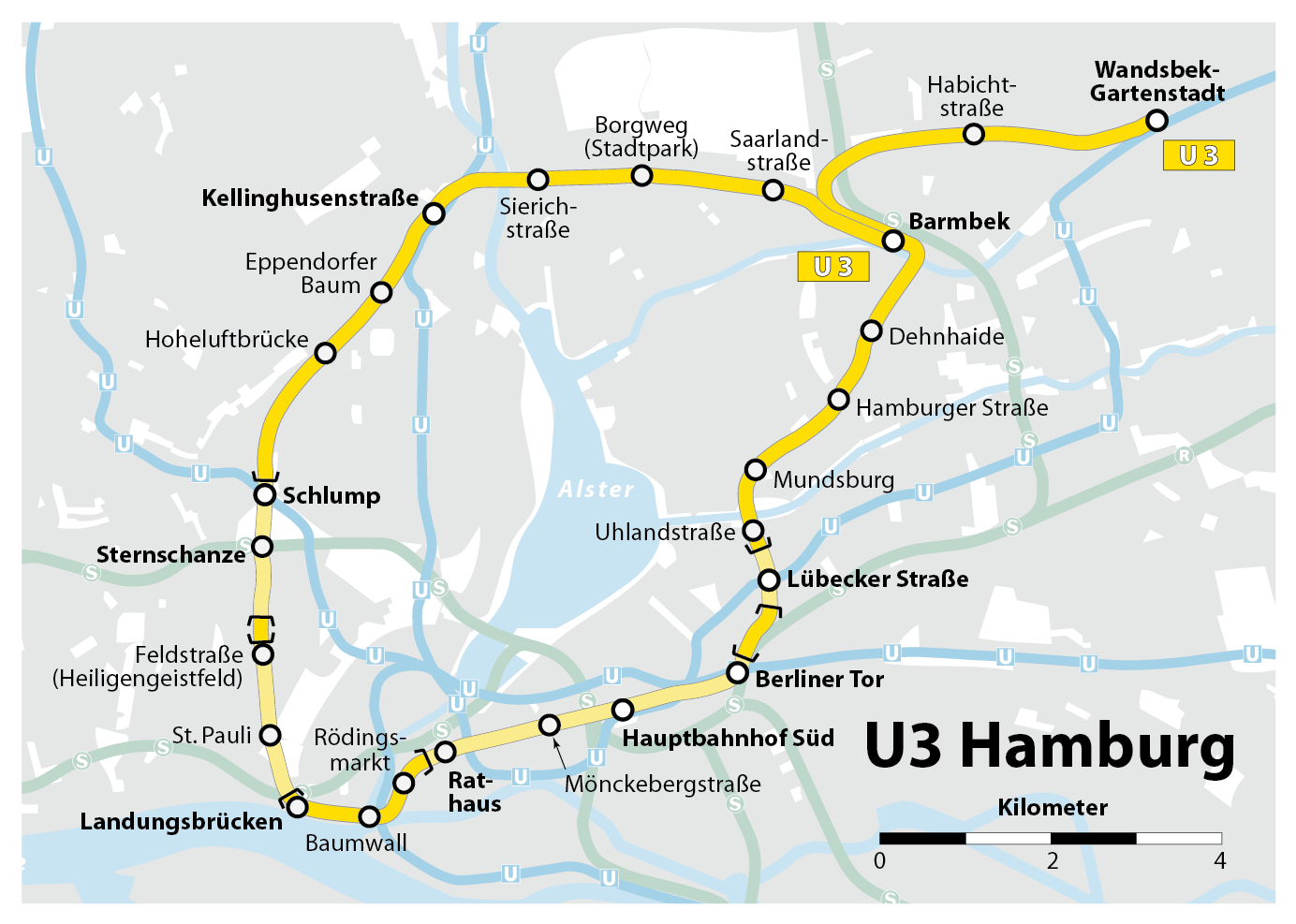
Ligne U3.

## Histoire
La station de métro est construite entre 1908 et 1910 et est inaugurée avec cinq autres stations sur le troisième tronçon (de la Kellinghusenstraße (métro de Hambourg)-Kellinghusenstraße à Millerntor) de la ligne périphérique le 25 mai 1912. Les bâtiments environnants sont construits à la même époque. La gare doit son nom à la rue du même nom, qui rappelle elle-même une barrière antérieure qui existait sur l'Eppendorfer Landstraße jusqu'au XIXe siècle et qui servait de gare de péage.
Depuis son extension de 1926 à 1929, le quai central de la gare au niveau +1 s'étend à l'extrémité nord jusqu'au canal de l'Isebek. Le pont ferroviaire est inscrit comme monument culturel sur la liste des monuments de l'autorité culturelle de Hambourg.
La zone d'accès est rénovée de 1965 à 1967 et la sortie est pivotée du côté du passage souterrain.

## Services aux voyageurs

### Accès et accueil
Il n'y a qu'une seule bouche, qui mène à la rue éponyme Eppendorfer Baum au sud. L'installation est accessible sans obstacle depuis avril 2014.
Dans la zone couverte du complexe se trouvent un snack-bar et un kiosque au niveau de la rue, et à l'extérieur se trouvent également un magasin de vêtements, une crêperie, un restaurant et une succursale de la boulangerie Von Allwörden.
Au sud-est du quai se trouve l'ouverture du tunnel de la ligne U1 en direction de Jungfernstieg, et au nord de la station se trouve une structure de passage supérieur afin qu'à la station Kellinghusenstraße, il soit possible de changer entre les lignes U1 et U3 sur le même plateforme.

### Intermodalité
Il y a une transition vers les lignes de bus 114 et 605.